# Associazione Calcio Hellas Verona 1959-1960
Questa voce raccoglie le informazioni riguardanti l'Associazione Calcio Hellas Verona nelle competizioni ufficiali della stagione 1959-1960.

## Rosa
| N. |                   | Ruolo | Calciatore          |
| -- | ----------------- | ----- | ------------------- |
|    | Italia (bandiera) | P     | Giorgio Bissoli     |
|    | Italia (bandiera) | P     | Santino Ciceri      |
|    | Italia (bandiera) | P     | Italo Ghizzardi     |
|    | Italia (bandiera) | D     | Auro Enzo Basiliani |
|    | Italia (bandiera) | D     | Sante Begali        |
|    | Italia (bandiera) | D     | Benito Bissoli      |
|    | Italia (bandiera) | D     | Paolo Cavattoni     |
|    | Italia (bandiera) | D     | Roberto Chesini     |
|    | Italia (bandiera) | D     | Eros Fassetta       |
|    | Italia (bandiera) | D     | Franco Rampazzo     |
|    | Italia (bandiera) | C     | Osvaldo Bagnoli     |

| N. |                   | Ruolo | Calciatore         |
| -- | ----------------- | ----- | ------------------ |
|    | Italia (bandiera) | C     | Giancarlo Beltrami |
|    | Italia (bandiera) | C     | Pierluigi Cera     |
|    | Italia (bandiera) | C     | Loris Lonardi      |
|    | Italia (bandiera) | C     | Giorgio Maioli     |
|    | Italia (bandiera) | C     | Fabrizio Nicoletti |
|    | Italia (bandiera) | C     | Alfio Paoloni      |
|    | Italia (bandiera) | C     | Erasmo Zamperlini  |
|    | Italia (bandiera) | A     | Dario Baruffi      |
|    | Italia (bandiera) | A     | Vittorio Bissi     |
|    | Italia (bandiera) | A     | Antonio Corso      |
|    | Italia (bandiera) | A     | Giorgio Tinazzi    |

## Risultati

### Serie B

#### Girone di andata
| 15 ottobre 1959 1ª giornata | Cagliari | 2 – 1 | Verona |  |

| 1º novembre 2ª giornata | Verona | 1 – 1 | Simmenthal-Monza |  |

| 4 ottobre 1959 3ª giornata | Verona | 1 – 2 | Modena |  |

| 11 ottobre 1959 4ª giornata | Taranto | 2 – 2 | Verona |  |

| 8 novembre 1953 5ª giornata | Messina | 2 – 0 | Verona |  |

| 25 ottobre 1959 6ª giornata | Verona | 3 – 0 | Como |  |

| 1º novembre 1959 7ª giornata | Verona | 1 – 2 | Venezia |  |

| 15 novembre 1959 8ª giornata | Novara | 1 – 2 | Verona |  |

| 8 ottobre 1967 9ª giornata | Verona | 1 – 0 | Sambenedettese |  |

| 22 settembre 1946 10ª giornata | Lecco | 3 – 1 | Verona |  |

| 29 novembre 1959 11ª giornata | Catania | 4 – 0 | Verona |  |

| 13 dicembre 1959 12ª giornata | Verona | 2 – 2 | Catanzaro |  |

| 15 settembre 1996 13ª giornata | Reggiana | 1 – 1 | Verona |  |

| 8 dicembre 1949 14ª giornata | Verona | 4 – 0 | Marzotto Valdagno |  |

| 9 febbraio 1975 15ª giornata | Brescia | 3 – 1 | Verona |  |

| 10 gennaio 1960 16ª giornata | Verona | 1 – 1 | Triestina |  |

| 16 novembre 1986 17ª giornata | Parma | 2 – 0 | Verona |  |

| 24 gennaio 1960 18ª giornata | Torino | 2 – 0 | Verona |  |

| 31 gennaio 1960 19ª giornata | Verona | 2 – 1 | Ozo Mantova |  |

#### Girone di ritorno
| 8 febbraio 1960 20ª giornata | Verona | 3 – 1 | Cagliari |  |

| 15 febbraio 1960 21ª giornata | Simmenthal-Monza | 2 – 0 | Verona |  |

| 21 febbraio 1960 22ª giornata | Modena | 0 – 0 | Verona |  |

| 28 febbraio 1960 23ª giornata | Verona | 0 – 0 | Taranto |  |

| 6 marzo 1960 24ª giornata | Verona | 4 – 0 | Messina |  |

| 13 marzo 1960 25ª giornata | Como | 0 – 1 | Verona |  |

| 20 marzo 1960 26ª giornata | Venezia | 1 – 1 | Verona |  |

| 27 marzo 1960 27ª giornata | Verona | 0 – 2 | Novara |  |

| 3 aprile 1960 28ª giornata | Sambenedettese | 1 – 0 | Verona |  |

| 10 aprile 1960 29ª giornata | Verona | 1 – 1 | Lecco |  |

| 17 aprile 1960 30ª giornata | Verona | 3 – 1 | Catania |  |

| 24 aprile 1960 31ª giornata | Catanzaro | 0 – 0 | Verona |  |

| 1º maggio 1960 32ª giornata | Verona | 4 – 0 | Reggiana |  |

| 8 maggio 1960 33ª giornata | Marzotto Valdagno | 1 – 4 | Verona |  |

| 15 maggio 1960 34ª giornata | Verona | 1 – 1 | Brescia |  |

| 22 maggio 1960 35ª giornata | Triestina | 2 – 1 | Verona |  |

| 26 maggio 1960 36ª giornata | Verona | 1 – 0 | Parma |  |

| 29 maggio 1960 37ª giornata | Verona | 1 – 1 | Torino |  |

| 5 giugno 1960 38ª giornata | Ozo Mantova | 2 – 0 | Verona |  |

### Coppa Italia
| 6 settembre 1959 Primo turno | Padova | 3 – 2 (d.t.s.) | Verona |  |

## Statistiche

### Statistiche di squadra
| Competizione | Punti | In casa | In casa | In casa | In casa | In casa | In casa | In trasferta | In trasferta | In trasferta | In trasferta | In trasferta | In trasferta | Totale | Totale | Totale | Totale | Totale | Totale | DR |
| Competizione | Punti | G       | V       | N       | P       | Gf      | Gs      | G            | V            | N            | P            | Gf           | Gs           | G      | V      | N      | P      | Gf     | Gs     | DR |
| ------------ | ----- | ------- | ------- | ------- | ------- | ------- | ------- | ------------ | ------------ | ------------ | ------------ | ------------ | ------------ | ------ | ------ | ------ | ------ | ------ | ------ | -- |
| Serie B      | 37    | 19      | 9       | 7       | 3       | 34      | 16      | 19           | 3            | 6            | 10           | 15           | 29           | 38     | 12     | 13     | 13     | 49     | 45     | +4 |
| Coppa Italia |       | -       | -       | -       | -       | -       | -       | 1            | 0            | 0            | 1            | 2            | 3            | 1      | 0      | 0      | 1      | 2      | 3      | -1 |
| Totale       |       | 19      | 9       | 7       | 3       | 34      | 16      | 20           | 3            | 6            | 11           | 17           | 32           | 39     | 12     | 13     | 14     | 51     | 48     | +3 |

### Statistiche dei giocatori
| Giocatore     | Serie B  | Serie B | Coppa Italia | Coppa Italia | Totale   | Totale |
| Giocatore     | Presenze | Reti    | Presenze     | Reti         | Presenze | Reti   |
| ------------- | -------- | ------- | ------------ | ------------ | -------- | ------ |
| O. Bagnoli    | 36       | 11      | 1            | 1            | 37       | 12     |
| D. Baruffi    | 28       | 8       | 1            | 0            | 29       | 8      |
| A. Basiliani  | 24       | 0       | -            | -            | 24       | 0      |
| S. Begali     | 37       | 0       | 1            | 0            | 38       | 0      |
| G. Beltrami   | 35       | 1       | -            | -            | 35       | 1      |
| V. Bissi      | 19       | 4       | 1            | 0            | 20       | 4      |
| B. Bissoli    | 2        | 0       | -            | -            | 2        | 0      |
| G. Bissoli    | 11       | -15     | 1            | -3           | 12       | -18    |
| P. Cavattoni  | 1        | 0       | -            | -            | 1        | 0      |
| P. Cera       | 18       | 1       | 1            | 0            | 19       | 1      |
| R. Chesini    | 8        | 0       | -            | -            | 8        | 0      |
| S. Ciceri     | 24       | -25     | -            | -            | 24       | -25    |
| A. Corso      | 25       | 9       | -            | -            | 25       | 9      |
| E. Fassetta   | 34       | 0       | 1            | 0            | 35       | 0      |
| I. Ghizzardi  | 3        | -5      | -            | -            | 3        | -5     |
| L. Lonardi    | 6        | 0       | -            | -            | 6        | 0      |
| G. Maccacaro  | -        | -       | 1            | 1            | 1        | 1      |
| G. Maioli     | 23       | 5       | -            | -            | 23       | 5      |
| F. Nicoletti  | 3        | 0       | -            | -            | 3        | 0      |
| A. Paoloni    | 5        | 0       | -            | -            | 5        | 0      |
| F. Rampazzo   | 4        | 0       | 1            | 0            | 5        | 0      |
| G. Tinazzi    | 37       | 8       | 1            | 0            | 38       | 8      |
| E. Zamperlini | 35       | 1       | 1            | 0            | 36       | 1      |